# Rapid
Rapid fue una empresa italiana fabricante de automóviles. Fundada en Turín en julio de 1904 por Giovanni Battista Ceirano, en 1921 fue adquirida por SPA, empresa automovilística fundada por su hermano Matteo Ceirano.

## Historia
En 1898 los hermanos Giovanni Bastista y Matteo Ceirano fundan en Turín la Ceirano & C. La sociedad es adquirida en 1899 por la recién constituida FIAT para dar comienzo a su producción. Los dos hermanos Ceirano trabajan durante unos años para FIAT, pero en 1901 se desvinculan para fundar nuevamente una sociedad automovilística, la Fratelli Ceirano & C. En 1903, dejando solo a su hermano Giovanni, Matteo Ceirano abandona la nueva sociedad para fundar la empresa automovilística Matteo Ceirano & C., que pronto será conocida como Itala.
En 1904 Giovanni Batista Ceirano transforma la sociedad Fratelli Ceirano & C. en Società Torinese Automobili Rapid (STAR) usando el nombre Rapid como marca comercial. Traslada la producción a una parcela de 50.000 metros cuadrados en Barriera di Nizza, Turín, donde trabajaban 500 personas. El capital social inicial es de 2.000.000 de líras, que en 1905 se eleva a 5.000.000. Se alcanza una producción de 600 unidades anuales.
En 1912 muere Giovanni Bastista Ceirano.
Debido a las dificultades para hacer frente a la reconversión industrial necesaria después de la guerra, en 1921 la sociedad es liquidada y absorbida por la SPA, sociedad fundada por Matteo Ceirano tras abandonar Itala.
En 1925, sobre los terrenos de Barriera di Nizza ocupados anteriormente por la fábrica de Rapid, comienza la construcción de la nueva planta de RIV, fabricante de rodamientos de bolas propiedad en aquel momento del senador Giovanni Agnelli. Un año después, en 1926, FIAT presidida por Agnelli absorbe la SPA.